# Чемпіонат УРСР із шахів 1953 (жінки)
13-й чемпіонат України із шахів серед жінок, що проходив у Києві з 25 червня по 21 липня 1953 року.

## Загальна інформація про турнір
Місце проведення турніру — Ботанічний сад імені академіка Олександра Фоміна (Київ).
У турнірі взяли участь 18 шахісток: минулорічна чемпіонка Любов Коган і 17 шахісток за підсумками півфінальних змагань, які проходили в Києві, Ужгороді та Запоріжжі.
З кожним роком в Україні збільшувалася кількість шахісток першого розряду. В поточній першості їх брало участь одинадцять (проти семи у 1952 році). Однак нові імена були майже відсутні.
Після перших трьох турів попереду була киянка Зінаїда Артем'єва — 2½ очка, Естер Гольдберг і Алла Рубінчик (обидві — Київ) — по 2 очка при одній відкладеній партії, Горіслава Безбородова, Тетяна Махиня (обидві — Київ), Ніна Климова (Одеса) — по 2 очка. Серед лідерів не було чотириразової чемпіонки України Любов Коган, яка у третьому турі зазнала поразки від другорозрядниці Безбородової, а у першому — зіграла внічию з Ніною Русинкевич.
У четвертому турі тільки десять ходів було зроблено в зустрічі киянок Б. Вайсберг та А. Рубінчик, чорні допустили у дебюті помилку і дістали мат (див. діаграму праворуч). У п'ятому турі Л. Коган перемогла Е. Гольдберг. Після п'яти турів лідирували Е. Гольдберг, О. Малинова, А. Рубінчик та Н. Русинкевич — по 3½ очка.
|   | a | b | c | d | e | f | g | h |   |
| 8 | a8 чорна тура · c8 чорний слон · d8 чорний ферзь · g8 чорний король · h8 чорна тура · a7 чорний пішак · b7 чорний пішак · c7 чорний пішак · d7 чорний кінь · e7 чорний пішак · g7 чорний слон · h7 чорний пішак · g6 чорний пішак · d5 білий ферзь · e5 білий пішак · g5 білий кінь · g4 чорний кінь · c3 білий кінь · a2 білий пішак · b2 білий пішак · c2 білий пішак · f2 білий пішак · g2 білий пішак · h2 білий пішак · a1 біла тура · c1 білий слон · e1 білий король · h1 біла тура | a8 чорна тура · c8 чорний слон · d8 чорний ферзь · g8 чорний король · h8 чорна тура · a7 чорний пішак · b7 чорний пішак · c7 чорний пішак · d7 чорний кінь · e7 чорний пішак · g7 чорний слон · h7 чорний пішак · g6 чорний пішак · d5 білий ферзь · e5 білий пішак · g5 білий кінь · g4 чорний кінь · c3 білий кінь · a2 білий пішак · b2 білий пішак · c2 білий пішак · f2 білий пішак · g2 білий пішак · h2 білий пішак · a1 біла тура · c1 білий слон · e1 білий король · h1 біла тура | a8 чорна тура · c8 чорний слон · d8 чорний ферзь · g8 чорний король · h8 чорна тура · a7 чорний пішак · b7 чорний пішак · c7 чорний пішак · d7 чорний кінь · e7 чорний пішак · g7 чорний слон · h7 чорний пішак · g6 чорний пішак · d5 білий ферзь · e5 білий пішак · g5 білий кінь · g4 чорний кінь · c3 білий кінь · a2 білий пішак · b2 білий пішак · c2 білий пішак · f2 білий пішак · g2 білий пішак · h2 білий пішак · a1 біла тура · c1 білий слон · e1 білий король · h1 біла тура | a8 чорна тура · c8 чорний слон · d8 чорний ферзь · g8 чорний король · h8 чорна тура · a7 чорний пішак · b7 чорний пішак · c7 чорний пішак · d7 чорний кінь · e7 чорний пішак · g7 чорний слон · h7 чорний пішак · g6 чорний пішак · d5 білий ферзь · e5 білий пішак · g5 білий кінь · g4 чорний кінь · c3 білий кінь · a2 білий пішак · b2 білий пішак · c2 білий пішак · f2 білий пішак · g2 білий пішак · h2 білий пішак · a1 біла тура · c1 білий слон · e1 білий король · h1 біла тура | a8 чорна тура · c8 чорний слон · d8 чорний ферзь · g8 чорний король · h8 чорна тура · a7 чорний пішак · b7 чорний пішак · c7 чорний пішак · d7 чорний кінь · e7 чорний пішак · g7 чорний слон · h7 чорний пішак · g6 чорний пішак · d5 білий ферзь · e5 білий пішак · g5 білий кінь · g4 чорний кінь · c3 білий кінь · a2 білий пішак · b2 білий пішак · c2 білий пішак · f2 білий пішак · g2 білий пішак · h2 білий пішак · a1 біла тура · c1 білий слон · e1 білий король · h1 біла тура | a8 чорна тура · c8 чорний слон · d8 чорний ферзь · g8 чорний король · h8 чорна тура · a7 чорний пішак · b7 чорний пішак · c7 чорний пішак · d7 чорний кінь · e7 чорний пішак · g7 чорний слон · h7 чорний пішак · g6 чорний пішак · d5 білий ферзь · e5 білий пішак · g5 білий кінь · g4 чорний кінь · c3 білий кінь · a2 білий пішак · b2 білий пішак · c2 білий пішак · f2 білий пішак · g2 білий пішак · h2 білий пішак · a1 біла тура · c1 білий слон · e1 білий король · h1 біла тура | a8 чорна тура · c8 чорний слон · d8 чорний ферзь · g8 чорний король · h8 чорна тура · a7 чорний пішак · b7 чорний пішак · c7 чорний пішак · d7 чорний кінь · e7 чорний пішак · g7 чорний слон · h7 чорний пішак · g6 чорний пішак · d5 білий ферзь · e5 білий пішак · g5 білий кінь · g4 чорний кінь · c3 білий кінь · a2 білий пішак · b2 білий пішак · c2 білий пішак · f2 білий пішак · g2 білий пішак · h2 білий пішак · a1 біла тура · c1 білий слон · e1 білий король · h1 біла тура | a8 чорна тура · c8 чорний слон · d8 чорний ферзь · g8 чорний король · h8 чорна тура · a7 чорний пішак · b7 чорний пішак · c7 чорний пішак · d7 чорний кінь · e7 чорний пішак · g7 чорний слон · h7 чорний пішак · g6 чорний пішак · d5 білий ферзь · e5 білий пішак · g5 білий кінь · g4 чорний кінь · c3 білий кінь · a2 білий пішак · b2 білий пішак · c2 білий пішак · f2 білий пішак · g2 білий пішак · h2 білий пішак · a1 біла тура · c1 білий слон · e1 білий король · h1 біла тура | 8 |
| 7 | a8 чорна тура · c8 чорний слон · d8 чорний ферзь · g8 чорний король · h8 чорна тура · a7 чорний пішак · b7 чорний пішак · c7 чорний пішак · d7 чорний кінь · e7 чорний пішак · g7 чорний слон · h7 чорний пішак · g6 чорний пішак · d5 білий ферзь · e5 білий пішак · g5 білий кінь · g4 чорний кінь · c3 білий кінь · a2 білий пішак · b2 білий пішак · c2 білий пішак · f2 білий пішак · g2 білий пішак · h2 білий пішак · a1 біла тура · c1 білий слон · e1 білий король · h1 біла тура | a8 чорна тура · c8 чорний слон · d8 чорний ферзь · g8 чорний король · h8 чорна тура · a7 чорний пішак · b7 чорний пішак · c7 чорний пішак · d7 чорний кінь · e7 чорний пішак · g7 чорний слон · h7 чорний пішак · g6 чорний пішак · d5 білий ферзь · e5 білий пішак · g5 білий кінь · g4 чорний кінь · c3 білий кінь · a2 білий пішак · b2 білий пішак · c2 білий пішак · f2 білий пішак · g2 білий пішак · h2 білий пішак · a1 біла тура · c1 білий слон · e1 білий король · h1 біла тура | a8 чорна тура · c8 чорний слон · d8 чорний ферзь · g8 чорний король · h8 чорна тура · a7 чорний пішак · b7 чорний пішак · c7 чорний пішак · d7 чорний кінь · e7 чорний пішак · g7 чорний слон · h7 чорний пішак · g6 чорний пішак · d5 білий ферзь · e5 білий пішак · g5 білий кінь · g4 чорний кінь · c3 білий кінь · a2 білий пішак · b2 білий пішак · c2 білий пішак · f2 білий пішак · g2 білий пішак · h2 білий пішак · a1 біла тура · c1 білий слон · e1 білий король · h1 біла тура | a8 чорна тура · c8 чорний слон · d8 чорний ферзь · g8 чорний король · h8 чорна тура · a7 чорний пішак · b7 чорний пішак · c7 чорний пішак · d7 чорний кінь · e7 чорний пішак · g7 чорний слон · h7 чорний пішак · g6 чорний пішак · d5 білий ферзь · e5 білий пішак · g5 білий кінь · g4 чорний кінь · c3 білий кінь · a2 білий пішак · b2 білий пішак · c2 білий пішак · f2 білий пішак · g2 білий пішак · h2 білий пішак · a1 біла тура · c1 білий слон · e1 білий король · h1 біла тура | a8 чорна тура · c8 чорний слон · d8 чорний ферзь · g8 чорний король · h8 чорна тура · a7 чорний пішак · b7 чорний пішак · c7 чорний пішак · d7 чорний кінь · e7 чорний пішак · g7 чорний слон · h7 чорний пішак · g6 чорний пішак · d5 білий ферзь · e5 білий пішак · g5 білий кінь · g4 чорний кінь · c3 білий кінь · a2 білий пішак · b2 білий пішак · c2 білий пішак · f2 білий пішак · g2 білий пішак · h2 білий пішак · a1 біла тура · c1 білий слон · e1 білий король · h1 біла тура | a8 чорна тура · c8 чорний слон · d8 чорний ферзь · g8 чорний король · h8 чорна тура · a7 чорний пішак · b7 чорний пішак · c7 чорний пішак · d7 чорний кінь · e7 чорний пішак · g7 чорний слон · h7 чорний пішак · g6 чорний пішак · d5 білий ферзь · e5 білий пішак · g5 білий кінь · g4 чорний кінь · c3 білий кінь · a2 білий пішак · b2 білий пішак · c2 білий пішак · f2 білий пішак · g2 білий пішак · h2 білий пішак · a1 біла тура · c1 білий слон · e1 білий король · h1 біла тура | a8 чорна тура · c8 чорний слон · d8 чорний ферзь · g8 чорний король · h8 чорна тура · a7 чорний пішак · b7 чорний пішак · c7 чорний пішак · d7 чорний кінь · e7 чорний пішак · g7 чорний слон · h7 чорний пішак · g6 чорний пішак · d5 білий ферзь · e5 білий пішак · g5 білий кінь · g4 чорний кінь · c3 білий кінь · a2 білий пішак · b2 білий пішак · c2 білий пішак · f2 білий пішак · g2 білий пішак · h2 білий пішак · a1 біла тура · c1 білий слон · e1 білий король · h1 біла тура | a8 чорна тура · c8 чорний слон · d8 чорний ферзь · g8 чорний король · h8 чорна тура · a7 чорний пішак · b7 чорний пішак · c7 чорний пішак · d7 чорний кінь · e7 чорний пішак · g7 чорний слон · h7 чорний пішак · g6 чорний пішак · d5 білий ферзь · e5 білий пішак · g5 білий кінь · g4 чорний кінь · c3 білий кінь · a2 білий пішак · b2 білий пішак · c2 білий пішак · f2 білий пішак · g2 білий пішак · h2 білий пішак · a1 біла тура · c1 білий слон · e1 білий король · h1 біла тура | 7 |
| 6 | a8 чорна тура · c8 чорний слон · d8 чорний ферзь · g8 чорний король · h8 чорна тура · a7 чорний пішак · b7 чорний пішак · c7 чорний пішак · d7 чорний кінь · e7 чорний пішак · g7 чорний слон · h7 чорний пішак · g6 чорний пішак · d5 білий ферзь · e5 білий пішак · g5 білий кінь · g4 чорний кінь · c3 білий кінь · a2 білий пішак · b2 білий пішак · c2 білий пішак · f2 білий пішак · g2 білий пішак · h2 білий пішак · a1 біла тура · c1 білий слон · e1 білий король · h1 біла тура | a8 чорна тура · c8 чорний слон · d8 чорний ферзь · g8 чорний король · h8 чорна тура · a7 чорний пішак · b7 чорний пішак · c7 чорний пішак · d7 чорний кінь · e7 чорний пішак · g7 чорний слон · h7 чорний пішак · g6 чорний пішак · d5 білий ферзь · e5 білий пішак · g5 білий кінь · g4 чорний кінь · c3 білий кінь · a2 білий пішак · b2 білий пішак · c2 білий пішак · f2 білий пішак · g2 білий пішак · h2 білий пішак · a1 біла тура · c1 білий слон · e1 білий король · h1 біла тура | a8 чорна тура · c8 чорний слон · d8 чорний ферзь · g8 чорний король · h8 чорна тура · a7 чорний пішак · b7 чорний пішак · c7 чорний пішак · d7 чорний кінь · e7 чорний пішак · g7 чорний слон · h7 чорний пішак · g6 чорний пішак · d5 білий ферзь · e5 білий пішак · g5 білий кінь · g4 чорний кінь · c3 білий кінь · a2 білий пішак · b2 білий пішак · c2 білий пішак · f2 білий пішак · g2 білий пішак · h2 білий пішак · a1 біла тура · c1 білий слон · e1 білий король · h1 біла тура | a8 чорна тура · c8 чорний слон · d8 чорний ферзь · g8 чорний король · h8 чорна тура · a7 чорний пішак · b7 чорний пішак · c7 чорний пішак · d7 чорний кінь · e7 чорний пішак · g7 чорний слон · h7 чорний пішак · g6 чорний пішак · d5 білий ферзь · e5 білий пішак · g5 білий кінь · g4 чорний кінь · c3 білий кінь · a2 білий пішак · b2 білий пішак · c2 білий пішак · f2 білий пішак · g2 білий пішак · h2 білий пішак · a1 біла тура · c1 білий слон · e1 білий король · h1 біла тура | a8 чорна тура · c8 чорний слон · d8 чорний ферзь · g8 чорний король · h8 чорна тура · a7 чорний пішак · b7 чорний пішак · c7 чорний пішак · d7 чорний кінь · e7 чорний пішак · g7 чорний слон · h7 чорний пішак · g6 чорний пішак · d5 білий ферзь · e5 білий пішак · g5 білий кінь · g4 чорний кінь · c3 білий кінь · a2 білий пішак · b2 білий пішак · c2 білий пішак · f2 білий пішак · g2 білий пішак · h2 білий пішак · a1 біла тура · c1 білий слон · e1 білий король · h1 біла тура | a8 чорна тура · c8 чорний слон · d8 чорний ферзь · g8 чорний король · h8 чорна тура · a7 чорний пішак · b7 чорний пішак · c7 чорний пішак · d7 чорний кінь · e7 чорний пішак · g7 чорний слон · h7 чорний пішак · g6 чорний пішак · d5 білий ферзь · e5 білий пішак · g5 білий кінь · g4 чорний кінь · c3 білий кінь · a2 білий пішак · b2 білий пішак · c2 білий пішак · f2 білий пішак · g2 білий пішак · h2 білий пішак · a1 біла тура · c1 білий слон · e1 білий король · h1 біла тура | a8 чорна тура · c8 чорний слон · d8 чорний ферзь · g8 чорний король · h8 чорна тура · a7 чорний пішак · b7 чорний пішак · c7 чорний пішак · d7 чорний кінь · e7 чорний пішак · g7 чорний слон · h7 чорний пішак · g6 чорний пішак · d5 білий ферзь · e5 білий пішак · g5 білий кінь · g4 чорний кінь · c3 білий кінь · a2 білий пішак · b2 білий пішак · c2 білий пішак · f2 білий пішак · g2 білий пішак · h2 білий пішак · a1 біла тура · c1 білий слон · e1 білий король · h1 біла тура | a8 чорна тура · c8 чорний слон · d8 чорний ферзь · g8 чорний король · h8 чорна тура · a7 чорний пішак · b7 чорний пішак · c7 чорний пішак · d7 чорний кінь · e7 чорний пішак · g7 чорний слон · h7 чорний пішак · g6 чорний пішак · d5 білий ферзь · e5 білий пішак · g5 білий кінь · g4 чорний кінь · c3 білий кінь · a2 білий пішак · b2 білий пішак · c2 білий пішак · f2 білий пішак · g2 білий пішак · h2 білий пішак · a1 біла тура · c1 білий слон · e1 білий король · h1 біла тура | 6 |
| 5 | a8 чорна тура · c8 чорний слон · d8 чорний ферзь · g8 чорний король · h8 чорна тура · a7 чорний пішак · b7 чорний пішак · c7 чорний пішак · d7 чорний кінь · e7 чорний пішак · g7 чорний слон · h7 чорний пішак · g6 чорний пішак · d5 білий ферзь · e5 білий пішак · g5 білий кінь · g4 чорний кінь · c3 білий кінь · a2 білий пішак · b2 білий пішак · c2 білий пішак · f2 білий пішак · g2 білий пішак · h2 білий пішак · a1 біла тура · c1 білий слон · e1 білий король · h1 біла тура | a8 чорна тура · c8 чорний слон · d8 чорний ферзь · g8 чорний король · h8 чорна тура · a7 чорний пішак · b7 чорний пішак · c7 чорний пішак · d7 чорний кінь · e7 чорний пішак · g7 чорний слон · h7 чорний пішак · g6 чорний пішак · d5 білий ферзь · e5 білий пішак · g5 білий кінь · g4 чорний кінь · c3 білий кінь · a2 білий пішак · b2 білий пішак · c2 білий пішак · f2 білий пішак · g2 білий пішак · h2 білий пішак · a1 біла тура · c1 білий слон · e1 білий король · h1 біла тура | a8 чорна тура · c8 чорний слон · d8 чорний ферзь · g8 чорний король · h8 чорна тура · a7 чорний пішак · b7 чорний пішак · c7 чорний пішак · d7 чорний кінь · e7 чорний пішак · g7 чорний слон · h7 чорний пішак · g6 чорний пішак · d5 білий ферзь · e5 білий пішак · g5 білий кінь · g4 чорний кінь · c3 білий кінь · a2 білий пішак · b2 білий пішак · c2 білий пішак · f2 білий пішак · g2 білий пішак · h2 білий пішак · a1 біла тура · c1 білий слон · e1 білий король · h1 біла тура | a8 чорна тура · c8 чорний слон · d8 чорний ферзь · g8 чорний король · h8 чорна тура · a7 чорний пішак · b7 чорний пішак · c7 чорний пішак · d7 чорний кінь · e7 чорний пішак · g7 чорний слон · h7 чорний пішак · g6 чорний пішак · d5 білий ферзь · e5 білий пішак · g5 білий кінь · g4 чорний кінь · c3 білий кінь · a2 білий пішак · b2 білий пішак · c2 білий пішак · f2 білий пішак · g2 білий пішак · h2 білий пішак · a1 біла тура · c1 білий слон · e1 білий король · h1 біла тура | a8 чорна тура · c8 чорний слон · d8 чорний ферзь · g8 чорний король · h8 чорна тура · a7 чорний пішак · b7 чорний пішак · c7 чорний пішак · d7 чорний кінь · e7 чорний пішак · g7 чорний слон · h7 чорний пішак · g6 чорний пішак · d5 білий ферзь · e5 білий пішак · g5 білий кінь · g4 чорний кінь · c3 білий кінь · a2 білий пішак · b2 білий пішак · c2 білий пішак · f2 білий пішак · g2 білий пішак · h2 білий пішак · a1 біла тура · c1 білий слон · e1 білий король · h1 біла тура | a8 чорна тура · c8 чорний слон · d8 чорний ферзь · g8 чорний король · h8 чорна тура · a7 чорний пішак · b7 чорний пішак · c7 чорний пішак · d7 чорний кінь · e7 чорний пішак · g7 чорний слон · h7 чорний пішак · g6 чорний пішак · d5 білий ферзь · e5 білий пішак · g5 білий кінь · g4 чорний кінь · c3 білий кінь · a2 білий пішак · b2 білий пішак · c2 білий пішак · f2 білий пішак · g2 білий пішак · h2 білий пішак · a1 біла тура · c1 білий слон · e1 білий король · h1 біла тура | a8 чорна тура · c8 чорний слон · d8 чорний ферзь · g8 чорний король · h8 чорна тура · a7 чорний пішак · b7 чорний пішак · c7 чорний пішак · d7 чорний кінь · e7 чорний пішак · g7 чорний слон · h7 чорний пішак · g6 чорний пішак · d5 білий ферзь · e5 білий пішак · g5 білий кінь · g4 чорний кінь · c3 білий кінь · a2 білий пішак · b2 білий пішак · c2 білий пішак · f2 білий пішак · g2 білий пішак · h2 білий пішак · a1 біла тура · c1 білий слон · e1 білий король · h1 біла тура | a8 чорна тура · c8 чорний слон · d8 чорний ферзь · g8 чорний король · h8 чорна тура · a7 чорний пішак · b7 чорний пішак · c7 чорний пішак · d7 чорний кінь · e7 чорний пішак · g7 чорний слон · h7 чорний пішак · g6 чорний пішак · d5 білий ферзь · e5 білий пішак · g5 білий кінь · g4 чорний кінь · c3 білий кінь · a2 білий пішак · b2 білий пішак · c2 білий пішак · f2 білий пішак · g2 білий пішак · h2 білий пішак · a1 біла тура · c1 білий слон · e1 білий король · h1 біла тура | 5 |
| 4 | a8 чорна тура · c8 чорний слон · d8 чорний ферзь · g8 чорний король · h8 чорна тура · a7 чорний пішак · b7 чорний пішак · c7 чорний пішак · d7 чорний кінь · e7 чорний пішак · g7 чорний слон · h7 чорний пішак · g6 чорний пішак · d5 білий ферзь · e5 білий пішак · g5 білий кінь · g4 чорний кінь · c3 білий кінь · a2 білий пішак · b2 білий пішак · c2 білий пішак · f2 білий пішак · g2 білий пішак · h2 білий пішак · a1 біла тура · c1 білий слон · e1 білий король · h1 біла тура | a8 чорна тура · c8 чорний слон · d8 чорний ферзь · g8 чорний король · h8 чорна тура · a7 чорний пішак · b7 чорний пішак · c7 чорний пішак · d7 чорний кінь · e7 чорний пішак · g7 чорний слон · h7 чорний пішак · g6 чорний пішак · d5 білий ферзь · e5 білий пішак · g5 білий кінь · g4 чорний кінь · c3 білий кінь · a2 білий пішак · b2 білий пішак · c2 білий пішак · f2 білий пішак · g2 білий пішак · h2 білий пішак · a1 біла тура · c1 білий слон · e1 білий король · h1 біла тура | a8 чорна тура · c8 чорний слон · d8 чорний ферзь · g8 чорний король · h8 чорна тура · a7 чорний пішак · b7 чорний пішак · c7 чорний пішак · d7 чорний кінь · e7 чорний пішак · g7 чорний слон · h7 чорний пішак · g6 чорний пішак · d5 білий ферзь · e5 білий пішак · g5 білий кінь · g4 чорний кінь · c3 білий кінь · a2 білий пішак · b2 білий пішак · c2 білий пішак · f2 білий пішак · g2 білий пішак · h2 білий пішак · a1 біла тура · c1 білий слон · e1 білий король · h1 біла тура | a8 чорна тура · c8 чорний слон · d8 чорний ферзь · g8 чорний король · h8 чорна тура · a7 чорний пішак · b7 чорний пішак · c7 чорний пішак · d7 чорний кінь · e7 чорний пішак · g7 чорний слон · h7 чорний пішак · g6 чорний пішак · d5 білий ферзь · e5 білий пішак · g5 білий кінь · g4 чорний кінь · c3 білий кінь · a2 білий пішак · b2 білий пішак · c2 білий пішак · f2 білий пішак · g2 білий пішак · h2 білий пішак · a1 біла тура · c1 білий слон · e1 білий король · h1 біла тура | a8 чорна тура · c8 чорний слон · d8 чорний ферзь · g8 чорний король · h8 чорна тура · a7 чорний пішак · b7 чорний пішак · c7 чорний пішак · d7 чорний кінь · e7 чорний пішак · g7 чорний слон · h7 чорний пішак · g6 чорний пішак · d5 білий ферзь · e5 білий пішак · g5 білий кінь · g4 чорний кінь · c3 білий кінь · a2 білий пішак · b2 білий пішак · c2 білий пішак · f2 білий пішак · g2 білий пішак · h2 білий пішак · a1 біла тура · c1 білий слон · e1 білий король · h1 біла тура | a8 чорна тура · c8 чорний слон · d8 чорний ферзь · g8 чорний король · h8 чорна тура · a7 чорний пішак · b7 чорний пішак · c7 чорний пішак · d7 чорний кінь · e7 чорний пішак · g7 чорний слон · h7 чорний пішак · g6 чорний пішак · d5 білий ферзь · e5 білий пішак · g5 білий кінь · g4 чорний кінь · c3 білий кінь · a2 білий пішак · b2 білий пішак · c2 білий пішак · f2 білий пішак · g2 білий пішак · h2 білий пішак · a1 біла тура · c1 білий слон · e1 білий король · h1 біла тура | a8 чорна тура · c8 чорний слон · d8 чорний ферзь · g8 чорний король · h8 чорна тура · a7 чорний пішак · b7 чорний пішак · c7 чорний пішак · d7 чорний кінь · e7 чорний пішак · g7 чорний слон · h7 чорний пішак · g6 чорний пішак · d5 білий ферзь · e5 білий пішак · g5 білий кінь · g4 чорний кінь · c3 білий кінь · a2 білий пішак · b2 білий пішак · c2 білий пішак · f2 білий пішак · g2 білий пішак · h2 білий пішак · a1 біла тура · c1 білий слон · e1 білий король · h1 біла тура | a8 чорна тура · c8 чорний слон · d8 чорний ферзь · g8 чорний король · h8 чорна тура · a7 чорний пішак · b7 чорний пішак · c7 чорний пішак · d7 чорний кінь · e7 чорний пішак · g7 чорний слон · h7 чорний пішак · g6 чорний пішак · d5 білий ферзь · e5 білий пішак · g5 білий кінь · g4 чорний кінь · c3 білий кінь · a2 білий пішак · b2 білий пішак · c2 білий пішак · f2 білий пішак · g2 білий пішак · h2 білий пішак · a1 біла тура · c1 білий слон · e1 білий король · h1 біла тура | 4 |
| 3 | a8 чорна тура · c8 чорний слон · d8 чорний ферзь · g8 чорний король · h8 чорна тура · a7 чорний пішак · b7 чорний пішак · c7 чорний пішак · d7 чорний кінь · e7 чорний пішак · g7 чорний слон · h7 чорний пішак · g6 чорний пішак · d5 білий ферзь · e5 білий пішак · g5 білий кінь · g4 чорний кінь · c3 білий кінь · a2 білий пішак · b2 білий пішак · c2 білий пішак · f2 білий пішак · g2 білий пішак · h2 білий пішак · a1 біла тура · c1 білий слон · e1 білий король · h1 біла тура | a8 чорна тура · c8 чорний слон · d8 чорний ферзь · g8 чорний король · h8 чорна тура · a7 чорний пішак · b7 чорний пішак · c7 чорний пішак · d7 чорний кінь · e7 чорний пішак · g7 чорний слон · h7 чорний пішак · g6 чорний пішак · d5 білий ферзь · e5 білий пішак · g5 білий кінь · g4 чорний кінь · c3 білий кінь · a2 білий пішак · b2 білий пішак · c2 білий пішак · f2 білий пішак · g2 білий пішак · h2 білий пішак · a1 біла тура · c1 білий слон · e1 білий король · h1 біла тура | a8 чорна тура · c8 чорний слон · d8 чорний ферзь · g8 чорний король · h8 чорна тура · a7 чорний пішак · b7 чорний пішак · c7 чорний пішак · d7 чорний кінь · e7 чорний пішак · g7 чорний слон · h7 чорний пішак · g6 чорний пішак · d5 білий ферзь · e5 білий пішак · g5 білий кінь · g4 чорний кінь · c3 білий кінь · a2 білий пішак · b2 білий пішак · c2 білий пішак · f2 білий пішак · g2 білий пішак · h2 білий пішак · a1 біла тура · c1 білий слон · e1 білий король · h1 біла тура | a8 чорна тура · c8 чорний слон · d8 чорний ферзь · g8 чорний король · h8 чорна тура · a7 чорний пішак · b7 чорний пішак · c7 чорний пішак · d7 чорний кінь · e7 чорний пішак · g7 чорний слон · h7 чорний пішак · g6 чорний пішак · d5 білий ферзь · e5 білий пішак · g5 білий кінь · g4 чорний кінь · c3 білий кінь · a2 білий пішак · b2 білий пішак · c2 білий пішак · f2 білий пішак · g2 білий пішак · h2 білий пішак · a1 біла тура · c1 білий слон · e1 білий король · h1 біла тура | a8 чорна тура · c8 чорний слон · d8 чорний ферзь · g8 чорний король · h8 чорна тура · a7 чорний пішак · b7 чорний пішак · c7 чорний пішак · d7 чорний кінь · e7 чорний пішак · g7 чорний слон · h7 чорний пішак · g6 чорний пішак · d5 білий ферзь · e5 білий пішак · g5 білий кінь · g4 чорний кінь · c3 білий кінь · a2 білий пішак · b2 білий пішак · c2 білий пішак · f2 білий пішак · g2 білий пішак · h2 білий пішак · a1 біла тура · c1 білий слон · e1 білий король · h1 біла тура | a8 чорна тура · c8 чорний слон · d8 чорний ферзь · g8 чорний король · h8 чорна тура · a7 чорний пішак · b7 чорний пішак · c7 чорний пішак · d7 чорний кінь · e7 чорний пішак · g7 чорний слон · h7 чорний пішак · g6 чорний пішак · d5 білий ферзь · e5 білий пішак · g5 білий кінь · g4 чорний кінь · c3 білий кінь · a2 білий пішак · b2 білий пішак · c2 білий пішак · f2 білий пішак · g2 білий пішак · h2 білий пішак · a1 біла тура · c1 білий слон · e1 білий король · h1 біла тура | a8 чорна тура · c8 чорний слон · d8 чорний ферзь · g8 чорний король · h8 чорна тура · a7 чорний пішак · b7 чорний пішак · c7 чорний пішак · d7 чорний кінь · e7 чорний пішак · g7 чорний слон · h7 чорний пішак · g6 чорний пішак · d5 білий ферзь · e5 білий пішак · g5 білий кінь · g4 чорний кінь · c3 білий кінь · a2 білий пішак · b2 білий пішак · c2 білий пішак · f2 білий пішак · g2 білий пішак · h2 білий пішак · a1 біла тура · c1 білий слон · e1 білий король · h1 біла тура | a8 чорна тура · c8 чорний слон · d8 чорний ферзь · g8 чорний король · h8 чорна тура · a7 чорний пішак · b7 чорний пішак · c7 чорний пішак · d7 чорний кінь · e7 чорний пішак · g7 чорний слон · h7 чорний пішак · g6 чорний пішак · d5 білий ферзь · e5 білий пішак · g5 білий кінь · g4 чорний кінь · c3 білий кінь · a2 білий пішак · b2 білий пішак · c2 білий пішак · f2 білий пішак · g2 білий пішак · h2 білий пішак · a1 біла тура · c1 білий слон · e1 білий король · h1 біла тура | 3 |
| 2 | a8 чорна тура · c8 чорний слон · d8 чорний ферзь · g8 чорний король · h8 чорна тура · a7 чорний пішак · b7 чорний пішак · c7 чорний пішак · d7 чорний кінь · e7 чорний пішак · g7 чорний слон · h7 чорний пішак · g6 чорний пішак · d5 білий ферзь · e5 білий пішак · g5 білий кінь · g4 чорний кінь · c3 білий кінь · a2 білий пішак · b2 білий пішак · c2 білий пішак · f2 білий пішак · g2 білий пішак · h2 білий пішак · a1 біла тура · c1 білий слон · e1 білий король · h1 біла тура | a8 чорна тура · c8 чорний слон · d8 чорний ферзь · g8 чорний король · h8 чорна тура · a7 чорний пішак · b7 чорний пішак · c7 чорний пішак · d7 чорний кінь · e7 чорний пішак · g7 чорний слон · h7 чорний пішак · g6 чорний пішак · d5 білий ферзь · e5 білий пішак · g5 білий кінь · g4 чорний кінь · c3 білий кінь · a2 білий пішак · b2 білий пішак · c2 білий пішак · f2 білий пішак · g2 білий пішак · h2 білий пішак · a1 біла тура · c1 білий слон · e1 білий король · h1 біла тура | a8 чорна тура · c8 чорний слон · d8 чорний ферзь · g8 чорний король · h8 чорна тура · a7 чорний пішак · b7 чорний пішак · c7 чорний пішак · d7 чорний кінь · e7 чорний пішак · g7 чорний слон · h7 чорний пішак · g6 чорний пішак · d5 білий ферзь · e5 білий пішак · g5 білий кінь · g4 чорний кінь · c3 білий кінь · a2 білий пішак · b2 білий пішак · c2 білий пішак · f2 білий пішак · g2 білий пішак · h2 білий пішак · a1 біла тура · c1 білий слон · e1 білий король · h1 біла тура | a8 чорна тура · c8 чорний слон · d8 чорний ферзь · g8 чорний король · h8 чорна тура · a7 чорний пішак · b7 чорний пішак · c7 чорний пішак · d7 чорний кінь · e7 чорний пішак · g7 чорний слон · h7 чорний пішак · g6 чорний пішак · d5 білий ферзь · e5 білий пішак · g5 білий кінь · g4 чорний кінь · c3 білий кінь · a2 білий пішак · b2 білий пішак · c2 білий пішак · f2 білий пішак · g2 білий пішак · h2 білий пішак · a1 біла тура · c1 білий слон · e1 білий король · h1 біла тура | a8 чорна тура · c8 чорний слон · d8 чорний ферзь · g8 чорний король · h8 чорна тура · a7 чорний пішак · b7 чорний пішак · c7 чорний пішак · d7 чорний кінь · e7 чорний пішак · g7 чорний слон · h7 чорний пішак · g6 чорний пішак · d5 білий ферзь · e5 білий пішак · g5 білий кінь · g4 чорний кінь · c3 білий кінь · a2 білий пішак · b2 білий пішак · c2 білий пішак · f2 білий пішак · g2 білий пішак · h2 білий пішак · a1 біла тура · c1 білий слон · e1 білий король · h1 біла тура | a8 чорна тура · c8 чорний слон · d8 чорний ферзь · g8 чорний король · h8 чорна тура · a7 чорний пішак · b7 чорний пішак · c7 чорний пішак · d7 чорний кінь · e7 чорний пішак · g7 чорний слон · h7 чорний пішак · g6 чорний пішак · d5 білий ферзь · e5 білий пішак · g5 білий кінь · g4 чорний кінь · c3 білий кінь · a2 білий пішак · b2 білий пішак · c2 білий пішак · f2 білий пішак · g2 білий пішак · h2 білий пішак · a1 біла тура · c1 білий слон · e1 білий король · h1 біла тура | a8 чорна тура · c8 чорний слон · d8 чорний ферзь · g8 чорний король · h8 чорна тура · a7 чорний пішак · b7 чорний пішак · c7 чорний пішак · d7 чорний кінь · e7 чорний пішак · g7 чорний слон · h7 чорний пішак · g6 чорний пішак · d5 білий ферзь · e5 білий пішак · g5 білий кінь · g4 чорний кінь · c3 білий кінь · a2 білий пішак · b2 білий пішак · c2 білий пішак · f2 білий пішак · g2 білий пішак · h2 білий пішак · a1 біла тура · c1 білий слон · e1 білий король · h1 біла тура | a8 чорна тура · c8 чорний слон · d8 чорний ферзь · g8 чорний король · h8 чорна тура · a7 чорний пішак · b7 чорний пішак · c7 чорний пішак · d7 чорний кінь · e7 чорний пішак · g7 чорний слон · h7 чорний пішак · g6 чорний пішак · d5 білий ферзь · e5 білий пішак · g5 білий кінь · g4 чорний кінь · c3 білий кінь · a2 білий пішак · b2 білий пішак · c2 білий пішак · f2 білий пішак · g2 білий пішак · h2 білий пішак · a1 біла тура · c1 білий слон · e1 білий король · h1 біла тура | 2 |
| 1 | a8 чорна тура · c8 чорний слон · d8 чорний ферзь · g8 чорний король · h8 чорна тура · a7 чорний пішак · b7 чорний пішак · c7 чорний пішак · d7 чорний кінь · e7 чорний пішак · g7 чорний слон · h7 чорний пішак · g6 чорний пішак · d5 білий ферзь · e5 білий пішак · g5 білий кінь · g4 чорний кінь · c3 білий кінь · a2 білий пішак · b2 білий пішак · c2 білий пішак · f2 білий пішак · g2 білий пішак · h2 білий пішак · a1 біла тура · c1 білий слон · e1 білий король · h1 біла тура | a8 чорна тура · c8 чорний слон · d8 чорний ферзь · g8 чорний король · h8 чорна тура · a7 чорний пішак · b7 чорний пішак · c7 чорний пішак · d7 чорний кінь · e7 чорний пішак · g7 чорний слон · h7 чорний пішак · g6 чорний пішак · d5 білий ферзь · e5 білий пішак · g5 білий кінь · g4 чорний кінь · c3 білий кінь · a2 білий пішак · b2 білий пішак · c2 білий пішак · f2 білий пішак · g2 білий пішак · h2 білий пішак · a1 біла тура · c1 білий слон · e1 білий король · h1 біла тура | a8 чорна тура · c8 чорний слон · d8 чорний ферзь · g8 чорний король · h8 чорна тура · a7 чорний пішак · b7 чорний пішак · c7 чорний пішак · d7 чорний кінь · e7 чорний пішак · g7 чорний слон · h7 чорний пішак · g6 чорний пішак · d5 білий ферзь · e5 білий пішак · g5 білий кінь · g4 чорний кінь · c3 білий кінь · a2 білий пішак · b2 білий пішак · c2 білий пішак · f2 білий пішак · g2 білий пішак · h2 білий пішак · a1 біла тура · c1 білий слон · e1 білий король · h1 біла тура | a8 чорна тура · c8 чорний слон · d8 чорний ферзь · g8 чорний король · h8 чорна тура · a7 чорний пішак · b7 чорний пішак · c7 чорний пішак · d7 чорний кінь · e7 чорний пішак · g7 чорний слон · h7 чорний пішак · g6 чорний пішак · d5 білий ферзь · e5 білий пішак · g5 білий кінь · g4 чорний кінь · c3 білий кінь · a2 білий пішак · b2 білий пішак · c2 білий пішак · f2 білий пішак · g2 білий пішак · h2 білий пішак · a1 біла тура · c1 білий слон · e1 білий король · h1 біла тура | a8 чорна тура · c8 чорний слон · d8 чорний ферзь · g8 чорний король · h8 чорна тура · a7 чорний пішак · b7 чорний пішак · c7 чорний пішак · d7 чорний кінь · e7 чорний пішак · g7 чорний слон · h7 чорний пішак · g6 чорний пішак · d5 білий ферзь · e5 білий пішак · g5 білий кінь · g4 чорний кінь · c3 білий кінь · a2 білий пішак · b2 білий пішак · c2 білий пішак · f2 білий пішак · g2 білий пішак · h2 білий пішак · a1 біла тура · c1 білий слон · e1 білий король · h1 біла тура | a8 чорна тура · c8 чорний слон · d8 чорний ферзь · g8 чорний король · h8 чорна тура · a7 чорний пішак · b7 чорний пішак · c7 чорний пішак · d7 чорний кінь · e7 чорний пішак · g7 чорний слон · h7 чорний пішак · g6 чорний пішак · d5 білий ферзь · e5 білий пішак · g5 білий кінь · g4 чорний кінь · c3 білий кінь · a2 білий пішак · b2 білий пішак · c2 білий пішак · f2 білий пішак · g2 білий пішак · h2 білий пішак · a1 біла тура · c1 білий слон · e1 білий король · h1 біла тура | a8 чорна тура · c8 чорний слон · d8 чорний ферзь · g8 чорний король · h8 чорна тура · a7 чорний пішак · b7 чорний пішак · c7 чорний пішак · d7 чорний кінь · e7 чорний пішак · g7 чорний слон · h7 чорний пішак · g6 чорний пішак · d5 білий ферзь · e5 білий пішак · g5 білий кінь · g4 чорний кінь · c3 білий кінь · a2 білий пішак · b2 білий пішак · c2 білий пішак · f2 білий пішак · g2 білий пішак · h2 білий пішак · a1 біла тура · c1 білий слон · e1 білий король · h1 біла тура | a8 чорна тура · c8 чорний слон · d8 чорний ферзь · g8 чорний король · h8 чорна тура · a7 чорний пішак · b7 чорний пішак · c7 чорний пішак · d7 чорний кінь · e7 чорний пішак · g7 чорний слон · h7 чорний пішак · g6 чорний пішак · d5 білий ферзь · e5 білий пішак · g5 білий кінь · g4 чорний кінь · c3 білий кінь · a2 білий пішак · b2 білий пішак · c2 білий пішак · f2 білий пішак · g2 білий пішак · h2 білий пішак · a1 біла тура · c1 білий слон · e1 білий король · h1 біла тура | 1 |
|   | a | b | c | d | e | f | g | h |   |

У шостому турі представниця Миколаєва другорозрядниця Олена Орловська, яка вперше потрапила у фінальну частину чемпіонату України, виграла у першорозрядниці Б. Вайсберг. Ще одна дебютантка другого розряду Зінаїда Онищенко (інженер з Ворошиловграда) здолала досвідчену шахістку Е. Гольдберг. У сьомому турі Олена Кокшарова (Львів) виграла у Антоніни Вітковської, а А. Рубінчик у Е. Гольдберг. Восьмим туром закінчилася перша половина турніру. Лікар київської лікарні ім.академіка Павлова А. Рубінчик виграла у З. Артем'євої і вийшла на перше місце, у неї — 6 очок. Також у цьому турі Вітковська завдала поразки Зірці Ткачук (Київ), Е. Гольдберг перемогла Н. Русинкевич, а Олена Малинова — З. Онищенко, Орловська програла Безбородовій. Зустрічі Поліщук — Коган і Добровольська — Махиня закінчилися внічию.
Після 10-го туру попереду були киянки Алла Рубінчик — 7 очок з 9 можливих, Любов Коган — 6 очок з 9 та Олена Малинова — 6 очок з 10.
В 11-му турі зазнала поразки від Т. Добровольської лідер змагання А. Рубінчик. Е.Гольдберг перемогла Н.Климову, Г.Безбородова поступилася З.Артем'євій. У 12-турі Г. Поліщук програла Б. Вайсберг, Е. Гольберг перемогла О. Орловську, внічию закінчилися партії З. Ткачук — Т. Махиня, О. Кокшарова — Л. Коган. Після дванадцяти турів турнірну таблицю очолювали киянки Рубінчик, Коган, Малинова.
У 13-му турі Любов Коган перемогла Зірку Ткачук, Алла Рубінчик — Берту Корсунську (Одеса), Онищенко — Кокшарову, внічию зіграли Русинкевич та Вітковська. У 14-му турі Гольдберг перемогла Малинову, а Коган чорними Махиню. П'ятнадцятий тур закріпив лідерство Коган, яка виграла у Орловської. Найближчі суперниці Коган також здобули перемогу. Вайсберг завдала поразки Корсунській, а Гольдберг примусила здатися Поліщук.
У 16-му, передостанньому турі, Малинова перемогла Орловську, Поліщук виграла в Артем'євої. Корсунська програла Безбородовій, а Ткачук — Русинкевич. Внічию зіграли Махиня з Рубінчик і Вітковська з Климовою. Перед останнім туром кращі результати мали киянки Любов Коган — 11½ очка, Берта Вайсберг — 11 очок.
В останньому турі вся увага була прикута до партій лідерів турніру. Берта Вайсберг, яка продемонструвала чудову гру на фініші, вже на 20-му ході перемогла Зірку Ткачук. Але Любов Коган перемігши чорними фігурами Аллу Рубінчик, і цього разу не поступилася своїм званням чемпіонки (втретє поспіль), хоча їй всього на ½ очка вдалося випередити Берту Вайсберг. Підсумковий результат Любов Коган — 12½ очка з 17 можливих (+9-1=7).
Берта Вайсберг, яка посіла друге місце, прекрасно провела другу половину турніру, набравши 8½ очка в дев'яти турах. Киянки Олена Малинова та Естер Гольдберг в останньому турі перемогли своїх суперниць Поліщук і Вітковську і, набравши по 11 очок, розділи 3 — 4 місця.
5 — 8 місця розділили Ніна Климова, Тетяна Махиня, Алла Рубінчик та Ніна Русинкевич — по 10 очок. Ніна Климова на цьому турнірі виконала норму першого розряду.
На турнірі було зіграно 153 партії, з яких 99 закінчилися перемогою однієї зі сторін (64,7 %), а 54 партії завершилися внічию.

## Турнірна таблиця

Учасниці та судді XIII чемпіонату України (зліва направо). Сидять — Артем'єва, Кокшарова, Вайсберг, Марк Усачій (суддя), Гольдберг, Коган, Вітковська, Русинкевич; стоять у нижньому ряді — Ткачук, Добровольська, Рубінчик, ?, ?, ?, Корсунська, Малинова, Махиня, Пятова (не грала); стоять у верхньому ряді — ?, Климова

| №  | Учасник                 | Місто         | 1 | 2 | 3 | 4 | 5 | 6 | 7 | 8 | 9 | 10 | 11 | 12 | 13 | 14 | 15 | 16 | 17 | 18 |  | +  | −  | =  | Очки | Місце  |
| -- | ----------------------- | ------------- | - | - | - | - | - | - | - | - | - | -- | -- | -- | -- | -- | -- | -- | -- | -- |  | -- | -- | -- | ---- | ------ |
| 1  | Любов Коган             | Київ          |   | 1 | 1 | 1 | ½ | 1 | 1 | ½ | 1 | ½  | ½  | 0  | ½  | 1  | ½  | ½  | 1  | 1  |  | 9  | 1  | 7  | 12½  | Gold   |
| 2  | Берта Вайсберг          | Київ          | 0 |   | 1 | ½ | ½ | ½ | 1 | ½ | 1 | 1  | 1  | 0  | 1  | 1  | 1  | 1  | 1  | 0  |  | 10 | 3  | 4  | 12   | Silver |
| 3  | Естер Гольдберг         | Київ          | 0 | 0 |   | 1 | 1 | 1 | 0 | 1 | 1 | 1  | 1  | ½  | 1  | 0  | 0  | ½  | 1  | 1  |  | 10 | 5  | 2  | 11   | —4     |
| 4  | Олена Малинова          | Київ          | 0 | ½ | 0 |   | 1 | 0 | 0 | 1 | ½ | 1  | ½  | 1  | 1  | 1  | 1  | 1  | ½  | 1  |  | 9  | 4  | 4  | 11   | —4     |
| 5  | Ніна Климова            | Одеса         | ½ | ½ | 0 | 0 |   | 0 | ½ | ½ | ½ | 0  | 1  | 1  | 1  | 1  | ½  | 1  | 1  | 1  |  | 7  | 4  | 6  | 10   | 5—8    |
| 6  | Тетяна Махиня (Крюкова) | Київ          | 0 | ½ | 0 | 1 | 1 |   | ½ | ½ | ½ | 1  | 1  | ½  | ½  | ½  | ½  | 1  | ½  | ½  |  | 5  | 2  | 10 | 10   | 5—8    |
| 7  | Алла Рубінчик           | Київ          | 0 | 0 | 1 | 1 | ½ | ½ |   | ½ | ½ | 0  | 1  | 1  | ½  | 0  | 1  | 1  | ½  | 1  |  | 7  | 4  | 6  | 10   | 5—8    |
| 8  | Ніна Русинкевич         | Сталіно       | ½ | ½ | 0 | 0 | ½ | ½ | ½ |   | ½ | ½  | 1  | ½  | ½  | ½  | 1  | 1  | 1  | 1  |  | 5  | 2  | 10 | 10   | 5—8    |
| 9  | Антоніна Вітковська     | Вінниця       | 0 | 0 | 0 | ½ | ½ | ½ | ½ | ½ |   | 1  | 0  | 1  | 0  | 1  | 1  | ½  | 1  | ½  |  | 5  | 5  | 7  | 8½   | 9—10   |
| 10 | Ганна Поліщук           | Ужгород       | ½ | 0 | 0 | 0 | 1 | 0 | 1 | ½ | 0 |    | 1  | ½  | ½  | 0  | 1  | 1  | 1  | ½  |  | 6  | 6  | 5  | 8½   | 9—10   |
| 11 | Зінаїда Артем'єва       | Київ          | ½ | 0 | 0 | ½ | 0 | 0 | 0 | 0 | 1 | 0  |    | 1  | ½  | 1  | ½  | 1  | ½  | 1  |  | 5  | 7  | 5  | 7½   | 11—13  |
| 12 | Горіслава Безбородова   | Київ          | 1 | 1 | ½ | 0 | 0 | ½ | 0 | ½ | 0 | ½  | 0  |    | 0  | ½  | ½  | 1  | ½  | 1  |  | 4  | 6  | 7  | 7½   | 11—13  |
| 13 | Олена Кокшарова         | Львів         | ½ | 0 | 0 | 0 | 0 | ½ | ½ | ½ | 1 | ½  | ½  | 1  |    | 1  | 0  | 0  | ½  | 1  |  | 4  | 6  | 7  | 7½   | 11—13  |
| 14 | Тамара Добровольська    | Київ          | 0 | 0 | 1 | 0 | 0 | ½ | 1 | ½ | 0 | 1  | 0  | ½  | 0  |    | ½  | 0  | ½  | 1  |  | 4  | 8  | 5  | 6½   | 14—15  |
| 15 | Зінаїда Онищенко        | Ворошиловград | ½ | 0 | 1 | 0 | ½ | ½ | 0 | 0 | 0 | 0  | ½  | ½  | 1  | ½  |    | 0  | ½  | 1  |  | 3  | 7  | 7  | 6½   | 14—15  |
| 16 | Берта Корсунська        | Одеса         | ½ | 0 | ½ | 0 | 0 | 0 | 0 | 0 | ½ | 0  | 0  | 0  | 1  | 1  | 1  |    | 1  | ½  |  | 4  | 9  | 4  | 6    | 16     |
| 17 | Зірка Ткачук            | Київ          | 0 | 0 | 0 | ½ | 0 | ½ | ½ | 0 | 0 | 0  | ½  | ½  | ½  | ½  | ½  | 0  |    | 1  |  | 1  | 8  | 8  | 5    | 17     |
| 18 | Олена Орловська         | Миколаїв      | 0 | 1 | 0 | 0 | 0 | ½ | 0 | 0 | ½ | ½  | 0  | 0  | 0  | 0  | 0  | ½  | 0  |    |  | 1  | 12 | 4  | 3    | 18     |